# Сердце зверя (фильм)
«Сердце зверя» (англ. Heart of the Beast) — предстоящий американский остросюжетный боевик режиссёра Дэвида Эйера по сценарию Кэмерона Александера. Главную роль в фильме исполнит Брэд Питт.

## Сюжет
Бывший «морской котик» и его боевой пёс пытаются выжить и вернуться к цивилизации после авиакатастрофы в глуши Аляски.

## В ролях
- Брэд Питт

## Производство
В марте 2024 года было объявлено, что Дэвид Эйер станет режиссёром фильма «Сердце зверя» по сценарию Кэмерона Александера. Продюсерами фильма стали Дэвид Эйер, Дэмьен Шазелл и Оливия Хэмилтон. В январе 2025 года стало известно, главную роль в фильме исполнит Брэд Питт, который также станет продюсером.